# Max von Springer
Pour les articles homonymes, voir Springer.
Le baron Max von Springer est un homme d'affaires autrichien né le 10 novembre 1808 à Ansbach et mort à Vienne le 13 avril 1885 .

## Biographie
Le baron Max von Springer est le fils de Daniel Hirsch Springer et de son épouse Rosalie Steinberg, une riche famille de Francfort. Il se marie le 21 mai 1840 à Vienne avec Amalia Todesco, née le 22 juillet 1820 à Vienne et décédée à Baden le 2 juillet 1899 , sœur du baron Eduard von Todesco (de).
Ils ont trois enfants de cette union :
- Gustav von Springer né le 29 septembre 1842 à Vienne et décédé à Vienne le 12 avril 1920 (à 77 ans), industriel et propriétaire terrien, gendre du baron Maximilien de Koenigswarter[2] et ascendant de Helena Bonham Carter ainsi que de Liliane de Rothschild.
- Alfred von Springer né le 9 septembre 1843 à Vienne et décédé à Vienne le 11 novembre 1904 (à 61 ans).
- Hermann von Springer né en 1846 à Vienne et décéda à Paris le 9 février 1895.

Le baron Max von Springer a eu un autre enfant avec Theresia Riegler, une femme qui travaillait pour lui, Anton (Antoine) Riegler, non reconnu et baptisé le 12 janvier 1851 à Osterburg (paroisse de Haunoldstein en Autriche) et mort le 17 juin 1903  à Alfortville.

### Usine de distillerie Springer

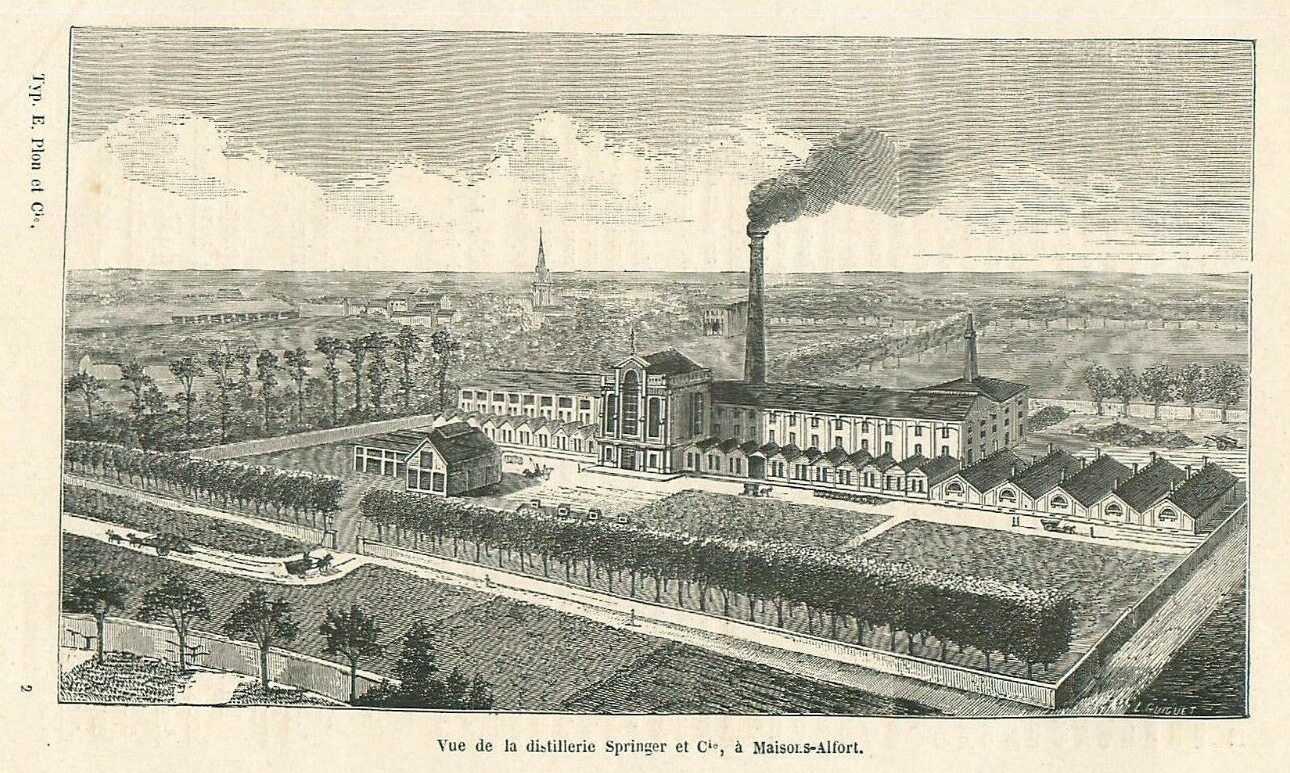
Usine de distillerie de grains Springer (Maisons-Alfort)

À l'Exposition universelle de 1867 de Paris, un nouveau procédé de fabrication de la levure venu d'Autriche rencontre un énorme succès. Rapidement, l'usine, basée à Reindorf près de Vienne, ne peut plus subvenir aux besoins exprimés, l'acheminement, le coût de transport et la durée était une opération peu fructueuse. Le baron Max de Springer qui séjournait 6 mois par an à Paris et avait une partie de sa famille, décida alors la création d'une usine en France en 1872.
Ce sera Maisons-Alfort, car il exigeait une belle situation, de l'eau limpide et un air pur, ainsi le Château de Réghat est converti en habitation pour l'administrateur de l'usine. L'usine devient très vite la première fabrique française de levure de grain, devenue depuis Bio-Springer (Groupe Lesaffre). Cette nouvelle levure rend possible la fabrication de viennoiseries qui apparaissent à cette date dans la ville de Vienne.
L'usine Springer fabrique 3 tonnes de levure par jour et souhaite étendre sa production. En 1887, Paul Friesé fait la rencontre des fils héritiers du Baron Max de Springer. Les frères Springer sollicitent l’agence Denfer et Friesé à la fois pour agrandir le site de Maisons-Alfort mais également pour l’établissement d’une succursale à Ris-Orangis, sur le site d’une ancienne usine d’alcool. L’établissement produira de la levure, de l’alcool et des drêches. Paul Friesé interviendra jusqu’en 1914 sur le site Springer.